# Kannadendal
Kannadendal is een census town in het district Madurai van de Indiase staat Tamil Nadu. 

## Demografie
Volgens de Indiase volkstelling van 2001 wonen er 15987 mensen in Kannadendal, waarvan 51% mannelijk en 49% vrouwelijk is. De plaats heeft een alfabetiseringsgraad van 86%. 